# باشق أسود
البَاشِقُ الأَسْوَدُ، ويُعرفُ أحيانًا باسم البَازُ الأَسْوَدُ أو البَاشِقُ الكَبيرُ، هو طائرٌ جارحٌ ينتمي لفصيلة البازيَّات، وجنس البيزان، وهو أضخم أعضاء الجنس الأخير في أفريقيا. تتواجد هذه الطيور بشكلٍ أساسيٍّ في الغابات والمناطق اللاصحراويَّة جنوب الصحراء الكُبرى، وبالأخص حيثُ تنمو الأشجار الضخمة المُلائمة للتعشيش؛ وتشتملُ موائلها المُفضَّلة إلى جانب تلك الطبيعيَّة، الحواضر البشريَّة من بلدات وقُرى وضواحي مُدن والأراضي المُستصلحة. أغلب فرائسها تتكوَّن من الطيور مُتوسطة الحجم، كالحمام واليمام التي تستوطن المناطق الحضريَّة.

## الوصف

### الكِسوة

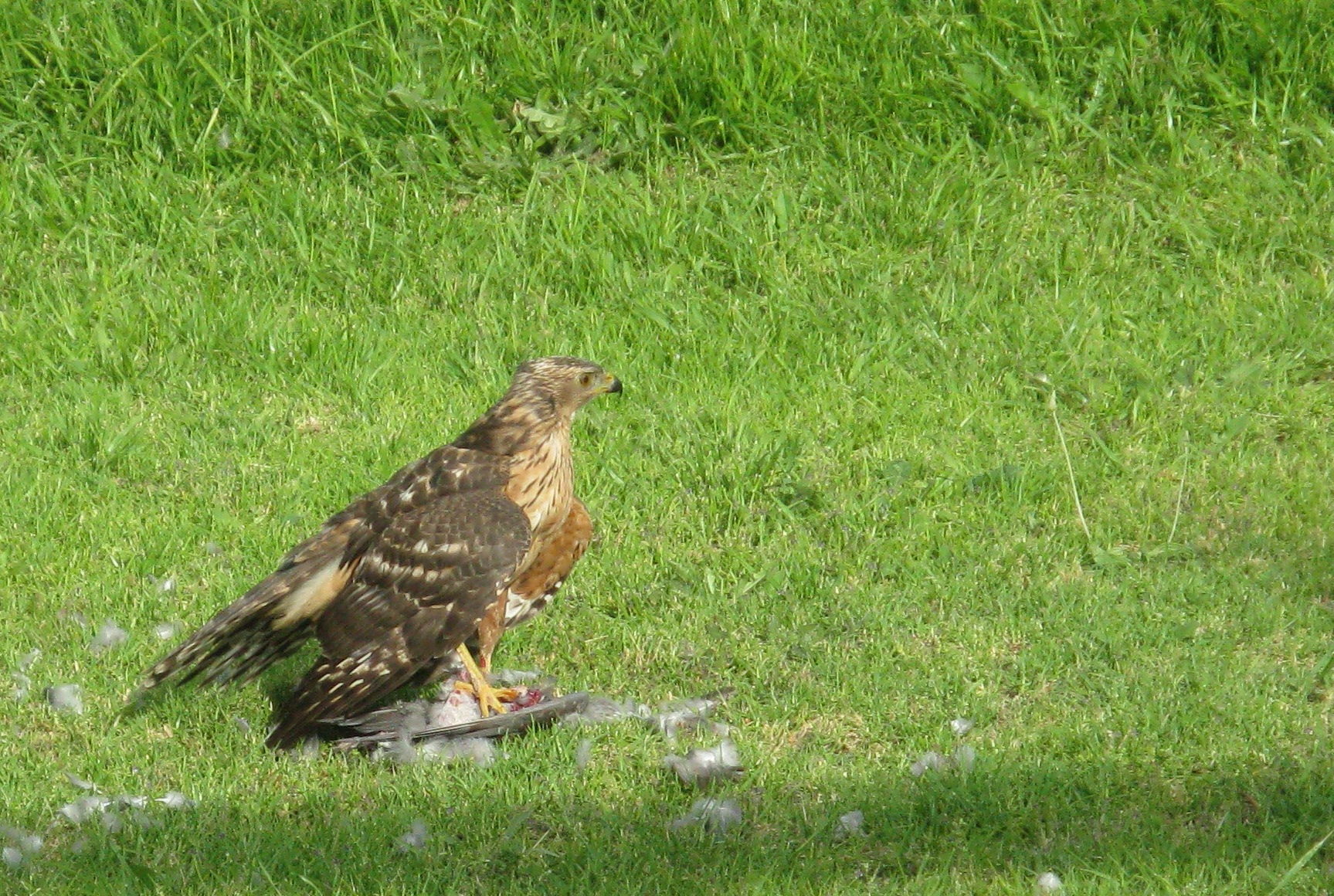
أنثى يافعة تقتات على يمامة حمراء العين اصطادتها.

كِلا الجنسين يكسوهما نمطيًّا ريشٌ أبقع أسود وأبيض عندما يصلا مرحلة البلوغ الجنسي؛ وغالبًا ما يطغى السَّواد على الريش، إلَّا أنَّ البطن والحلق بيضاء اللون. ظهرُ عند بعضُ الأفراد من هذا النوع نزوعٌ نحو الاسوداد (اكتساء الجسد باللون الأسود بشكلٍ كامل)، فلا يظهر عندها أيُّ بياضٍ سوى على الحلق وبضع نقاطٍ على البطن. لا تُلاحظُ أيَّة فروقات بارزة بين كِسوة الذكر وكِسوة الأنثى من البوالغ، فلا يُمكنُ تمييزهما عن بعض إلَّا عبر الحجم. الذيل مُخطط بشرائط تقاطعيَّة باهتة يتراوح عددها بين ثلاثة وأربعة خطوط، وكذلك أسفل الجناحين، لكن الشرائط الظاهرة على تلك الأخيرة قد يصل عددها إلى خمسة، وهي أكثر بُهتانًا من شرائط الذيل وأقل وضوحًا للعيان. أمَّا الساقان فصفراء.

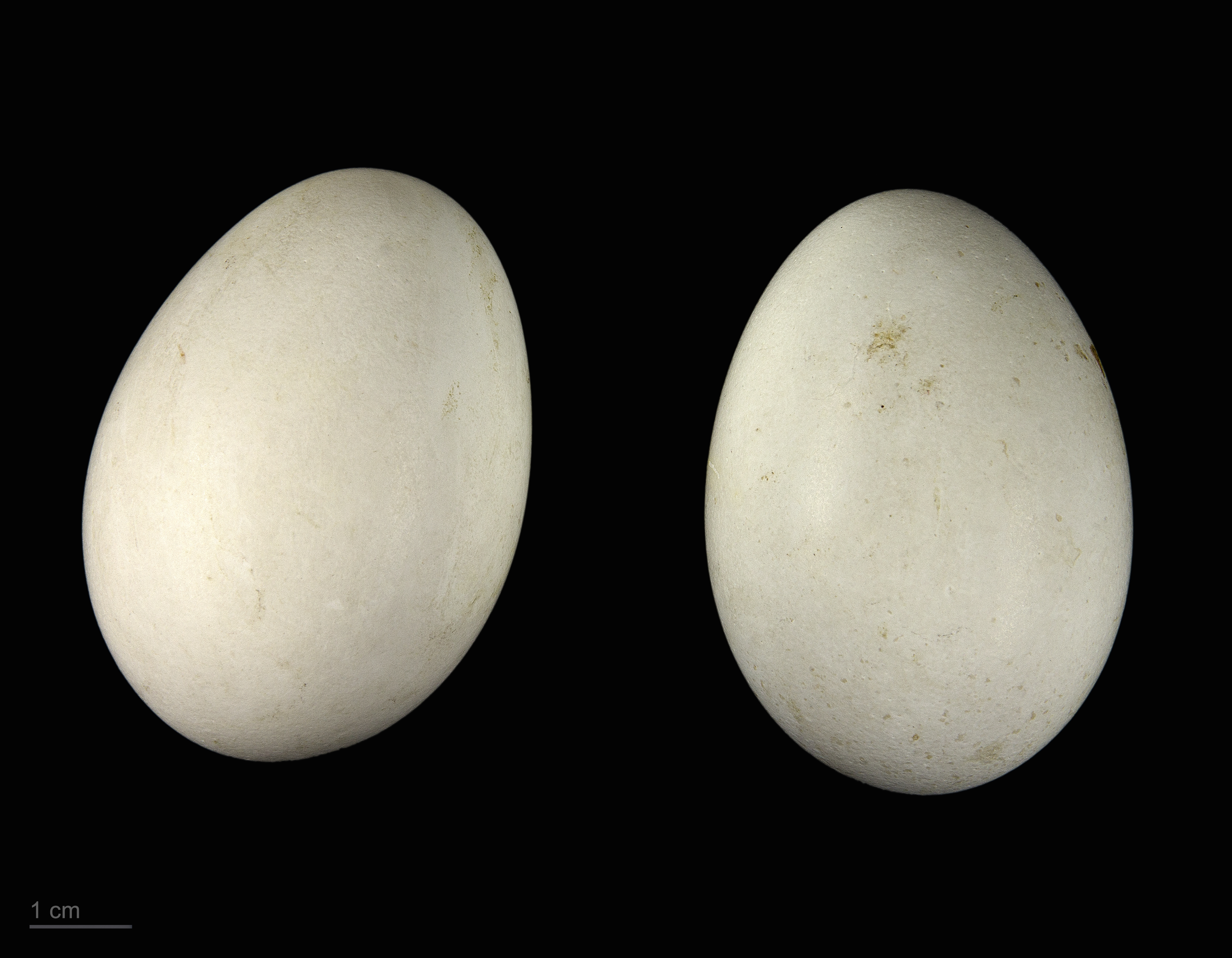
Accipiter melanoleucus

تتمتع الفراخ الصغيرة بعيونٍ سوداء وزغبٍ أبيض، وفي بداية اكتسائها بالريش يغلب عليها اللون البُني. يتراوح لونُ ريش الطيور اليافعة بين الصدئ وطائفةٍ واسعة من أطياف البُني، وتظهر لديها خطوطٌ قاتمة على الرأس وتمتدُّ حتّى الصدر، كذلك يظهر عندها بعضُ الرُقط والخُطوط الأُخرى البيضاء أو الباهتة على الجناحين بشكلٍ رئيسيّ. ونظرًا لأنَّ اللون البُني هو إشارةٌ واضحةٌ على عدم بلوغ الطائر، فإنَّ وجوده ضمن نطاق حوز طائرٍ بالغ لا يُعرِّضه لهجوم ذلك الأخير غالبًا. ومع تقدّم اليوافع بالسن يتحوَّل لون عيونها من الأسود القاتم إلى البُني فالأحمر.

### القد
الباشق الأسود هو أحد أضخم البيزان في العالم، ولا يُضاهيه أو يفوقه في ذلك سوى باز هنست، وباز مير، والباز الشمالي. إناثُ هذا النوع أعظمُ قدًّا من الذكور، كما هو الحال في جميع أعضاء جنس الباز. يتراوح الوزن النمطي للذكور البالغة بين 450 و650 گرامًا (بين 0.99 و1.43 رطلًا)، والإناث بين 750 و980 گرامًا (بين 1.65 و2.16 رطلًا)، ويتراوح الطول النمطي للجسد بين 40 و54 سنتيمترًا (بين 16 و21 إنشًا). كما في أغلب أنواع البيزان، فإنَّ الجناحين مُتوسطا القد بالنسبة لجارحٍ كبيرٍ كهذا، فيتراوح طول الجناح بين 25.1 و34.4 سنتيمترات (بين 9.9 و13.5 إنشات)، وباع الجناحين بين 77 و105 سنتيمترات (بين 30 و41 إنشًا). الرصغ والذيل طويلان، يتراوحان بين 7.2 و9 سنتيمترات (بين 2.8 و3.5 إنشات) وبين 19 و27 سنتيمترًا (بين 7.5 و10.6 إنشات)، على التوالي. تعكسُ الخصائص الجسديَّة لهذا الطائر (وسائر البيزان عمومًا) تأقلم جسدها مع الصيد في بيئةٍ مُشجرة كثيفة، على أنَّ البواشق السوداء تحديدًا قادرة على الصيد بفعاليَّة في الموائل المكشوفة.

## النُويعات
هُناك نوعيان من البواشق السوداء: النويعة السوداء (Accipiter melanoleucus melanoleucus) وهي النويعة النمطيَّة التي وصفها وسمَّاها عالم الحيوان الإسكتلندي السير أندرو سميث سنة 1830م، ونُويعة «تمنيك» (Accipiter melanoleucus temminckii)، الموصوفة سنة 1855م. ويُلاحظ أنَّ كلا النوعين موجدان في منطقتين مُختلفتين من أفريقيا.

## الانتشار

### الموطن
البواشق السوداء طيورٌ واسعة الانتشار، تنتشرُ على نطاقٍ كبير في أفريقيا جنوب الصحراء الكُبرى، وتُصنِّفها الاتفاقيَّة الدوليَّة لحظر الاتجار بالأنواع المُهددة (CITES) على أنَّها نوعٌ آمن لا يتهدده الانقراض. تتراوح كثافة الأفراد من تلك الطيور بين زوجٌ واحد في كُلِّ 13 كيلومترًا مُربعًا في كينيا، إلى زوجٍ واحد بين كُلِّ 38 إلى 150 كيلومترٍ مُربَّع في جنوب أفريقيا.
يستوطن كِلا النويعان مناطق مُختلفة من أفريقيا السوداء، فنُويعة تمنيك ( A. m. temminckii ) يُمكنُ العُثورُ عليها في أغلب أنحاء القسم الشمالي الغربي من القارَّة، في بُلدانٍ مثل السنغال، وجمهوريَّة الكونغو الديمقراطيَّة، وجمهوريَّة أفريقيا الوُسطى، بالمُقابل يُمكنُ العُثور على النُويعة السوداء (A. m. melanoleucus) في شمال شرق ذلك القسم من أفريقيا، نزولًا حتّى جنوبها.

### الموائل الطبيعيَّة
الموئلُ الطبيعيِّ لهذه الطيور هو عادةً رقعُ الغابات، والأحراج الكثيفة، وضفاف الأنهار، كما يُمكنُ العثور عليها في مناطق الآجام وأراضي الأشجار القمئيَّة الجافَّة. تسكُن البواشق السوداء أيُّ نوعٍ من الموائل سالِفة الذِكر وما يتدرَّجُ بينها من أشكالٍ بيئيَّة للأراضي، طالما كانت تضمُّ أشجارًا ضخمة مُلائمة للتعشيش، ويدخل في نطاق هذا أشجار الأيكات الساحليَّة (القرم، أو المنغروف) المألوفة على طول ساحل كينيا. تأقلمت البواشق السوداء مع أنواع الأشجار الدخيلة على بعض البُلدان الداخلة ضمن نطاق موطنها، واعتادت التعشيش فيها، ومنها أشجار الكينا والحور والصنوبر، التي أدخلها البشر بكثرة إلى جنوب أفريقيا خصوصًا لأغراضٍ تجاريَّة بالمقام الأوَّل، وتزينيَّة ثانيًا، وقد حقق بعضها نجاحًا يفوق النجاح الذي حققه في موطنه الأصلي، ونما ليفوق الأشجار البلديَّة طولًا بحوالي 15 مترًا (49 قدمًا). كان لعادة البواشق السوداء وقدرتها على استغلال الغابات الثانويَّة والحدائق والبساتين أثرٌ كبيرٌ في عدم تأثُرها وتراجع أعدادها جرَّاء التحطيب وإزالة الغابات، كما حصل بأنواعٍ أُخرى من الطيور الأفريقيَّة، بل لوحظ أنَّ أعدادها تكاثرت في بضعة أمكنة أُزيلت أشجارها وأُقيم بدلًا منها عواميد كهربائيَّة وهاتفيَّة. بالإضافة إلى تنوّع أشكال الموائل التي تقطنها، يُمكنُ العثور على هذه الطيور على ارتفاعاتٍ مُختلفة، فهي تعيشُ في المناطق الساحليَّة وصولًا إلى الجبال على ارتفاع 3,700 متر (12,100 قدم).
تتنافسُ البواشق السوداء مع الإوز المصري على الهيمنة على الموائل الطبيعيَّة في بعض الأماكن، مثل شبه جزيرة الكاب في جنوب أفريقيا، حيثُ أنَّ هذا النوع من الإوز يشتهر بعدائيَّته وبطرده للبواشق من أعشاشها وسيطرته عليها. وغالبًا ما يكونُ الباشق هو الطرف الخاسر في المواجهة، فيفقدُ الزوجان العُش لصالح الإوز ويذهب تعبهما هباءً، كما قد يخسران فراخهما لو كانت الأُنثى قد وضعت بيضًا، إذ أنَّ الإوز يفتكُ بها بسُرعة لتتمكّن أنثاه من وضع بيضها الخاص، غير أنَّهُ يُعرف عن البواشق السوداء تشييدها أكثر من عُشٍ واحد كُلَّ مرَّة، لذا فإنَّ الأليفان قد يلجآ إلى العُش الآخر ما أن يُطردا من ذاك الأصلي، وقد يُنشآ آخر عندئذٍ أيضًا.

## السُلوك

### الأصوات
طيورٌ صامتة في الغالب، عدا خلال موسم التفريخ، حيثُ سُمعت الذُكور وهي تُصدرُ أصواتًا أشبه بالنعيق، والإناث تُصدرُ أصواتًا قصيرة أشبه بالطقطقة.

### التغذي
تقتاتُ البواشق السوداء على الطيور مُتوسطة الحجم بشكلٍ رئيسيّ. يفتكُ الطائر بطريدته غالبًا عبر الانقضاض عليها انقضاضةً قصيرةً من مجثمٍ مخفيٍّ بين أوراق الشجر، ويقتُلها أثناء طيرانه. وفي بعض الأحيان، يُطاردُ الباشق طريدته إن شاهدها خلال تحليقه مسافةً قصيرة فوق الأراضي المكشوفة، وفي حالاتٍ نادرة يُمكنُ له أن يتتبعها على قدميه. ومع أنَّ أغلب الفرائس تُقتل خلال دقيقةٍ واحدةٍ فقط من بداية المُطاردة، إلَّا أنَّه يُمكنُ للباشق أن يُلاحق فريسته طيلة دقائق عدَّة حتّى يُمسكها. يُعرفُ عن هذا النوع أنَّ بعض أفراده تقبعُ مُتربصة أمام أعشاش النمل وتُراقبُ أسرابها عندما تخرج الملكة والذكور لتطير (خلال موسم الأمطار) لتفتك بالطيور التي يجتذبها هذا الكمُّ الوفير من الغذاء. يتراوحُ وزن الطيور التي تقتلها البواشق السوداء بين 80 و300 گرام (بين 2.8 و10.6 أونصات)، غير أنَّها وُثِّقت في أحيانٍ قليلة وهي تفتكُ بأنواعٍ أضخم، من شاكلة الغرغر (الدجاج الحبشي) الذي يصلُ وزنه إلى 1.5 كيلوگرامات (3.3 أرطال). اليمام هو طريدة الذكور الأساسيَّة، بينما تقتاتُ الإناث على أنواعٍ أكبر مثل الحمام والدرَّاج، وبعضُها قد يقتات على أنوعٍ أُخرى من الجوارح من شاكلة: باشق شِکرا، وباشق الأوڤامبو، والباز الأفريقي، وبومة الغياض الأفريقية. ومن أبرز الطرائد للباشق الأسود: الحمام الطوراني والحمام الوحشي، التي تكاثرت أعداه بفضل نمو المناطق الحضريَّة واتساع رقعتها وما رافقها من انتشارٍ للمساحات الخضراء بشريَّة الصنع، فتكون البواشق كذلك قد استفادت ليس فقط من تدمير وإزالة الموائل الطبيعيَّة، بل من التشجير الهادف لإعادة تأهيل البيئة أيضًا. كذلك، يُمكنُ لهذه الطيور أن تقتات على الدواجن التي تُربّى في القُرى المُتاخمة لموائلها، وقد تقتات على الثدييات الصغيرة في أحيانٍ نادرة، من شاكلة القوارض، وصغار النموس. البوالغ من هذه البواشق قادرة على رفع طريدةٍ حتّى ارتفاع 12 كيلومتر (7.5 أميال)، فوق ظلَّة الغابة.

### التفريخ
تُفرخُ نُويعة تمنيك (A. m. temminckii ) خلال الفترة المُمتدَّة بين شهريّ آب (أغسطس) وتشرين الثاني (نوڤمبر)، بينما يمتدُّ موسم تفريخ النُويعة السوداء (A. m. melanoleucus) بين شهريّ أيَّار (مايو) وتشرين الأوَّل (أكتوبر)، وفي زامبيا تُفرخ خلال فترةٍ تمتد بين الفترتين سالفتا الذِكر، وتحديدًا بين شهريّ تمّوز (يوليو) وشُباط (فبراير)، أمَّا في أفريقيا الشرقيَّة فيظر أنَّها تُفرخُ في أيِّ وقتٍ من السنة. تختارُ هذه الطيور موقع تعشيشها بدقَّة؛ وأفضلُ المواقع بالنسبة لها هي بين ظلَّة الغابة، كي تحمي فراخها من الظروف المُناخيَّة المُتطرِّفة ومن الضواري. عُثر على أعشاش هذه الطيور على ارتفاعاتٍ تتراوح بين 7 و36 مترًا (بين 23 إلى 118 قدمًا) في الأشجار، وفي أحيانٍ نادرة عُثر عليها على الأرض بين جذوع الأشجار اليابسة الضخمة. غالبًا ما تكون الأعشاش بعيدة عن مركز الغابة وعلى مقرُبة من قارعتها، لتسهيل الوصول إلى أراضي الصيد خارج الغابة والعودة بسُرعة إلى الفراخ والأليف المُنتظر.
يُبنى العُش من آلاف العيدان الخشبيَّة التي يجمعها كِلا الأبوين، ويقومان بتبطينها بأوراق الكينا الخضراء، ولعلَّ الهدف من وراء ذلك هو الحيلولة دون سقوط قطع اللحم الصغيرة بين الشقوق والفراغات، ولطرد الطُفيليَّات ناقلة الأمراض من شاكلة القراد والحشرات، التي تُنفرها رائحة الأوراق الكريهة. يُمكنُ أن يتراوح طول العش بين 50 و70 سنتيمترًا (بين 20 و28 إنشًا)، وعمقه بين 30 و75 سنتيمترًا (بين 12 و30 إنشًا).
البواشق السوداء أُحاديَّة التزاوج، أي أنَّ الفرد منها يكفي بشريكٍ واحد طيلة حياته، ويُعرف عنها إنتاجها أكثر من حضنة في الموسم الواحد، في أكثر من عُش، فينتهي الأمر بالأبوين وهما يعتنيان بعددٍ من الفراخ مُختلفة الأعمار، وهذا سلوكٌ نادرٌ للغاية عند الجوارح. يتراوح حجمُ الحضنة بين 2 و4 بيضات (وفي حالاتٍ نادرة بين بيضةٍ واحدة و4 بيضات)، تحضنها الأُنثى لفترةٍ تتراوح بين 34 و38 يومًا إلى أن تفقس. تكون الفراخ حديثة النقف شبه عاجزة ومُغطاة بالزغب الأبيض، وتعتمدُ على والديها لتأمين الغذاء والدفئ والحماية. تبدأ الفراخ بالتريُّش (تكتسي بالريش) بعد فترةٍ تتراوح بين 37 و50 يومًا من الفقس، لكنَّها تبقى تعتمدُ على والديها طيلة 37 إلى 47 يومًا بعد ذلك. تضعُ الأنثى حضنةً ثانية من البيض في العُش الآخر بعد فترةٍ تمتد بين 60 إلى 90 يومًا من تريُّش فراخها الأوائل؛ وعندها يُشرعُ كِلا الأبوين في العناية بالعُشين. غالبًا ما يُعيد الأليفان استعمال ذات الأعشاش بعد مُغادرة الفراخ وذهابها في حال سبيلها.

## وصلات خارجيَّة
- الباشق الأسود- معلوماتٌ عن النوع من أطلس الطيور الأفريقيَّة الجنوبيَّة.
- صورٌ عن البواشق السوداء.
- أصواتُ البواشق السوداء.
- ڤيديوهات عن البواشق السوداء.